# Alexandrovca, Stînga Nistrului
Alexandrovca este un sat din cadrul comunei Crasnîi Octeabri din Unitățile Administrativ-Teritoriale din Stînga Nistrului, Republica Moldova. 
Conform recensământului din anul 2004, populația localității era de 214 locuitori, dintre care 94 ruși, 64 moldoveni (români) și 51 ucraineni.

## Etimologie
Numele satul este de origine din limbă rusă, provenind din antroponimul Alexandr + sufixul -ovca, denumit în onoarea țarului rus Alexandru al III-lea.